# David Cotterill
Pour les articles homonymes, voir Cotterill.
David Rhys George Best Cotterill, né le 4 décembre 1987 à Cardiff, est un footballeur international gallois qui évolue au poste de milieu de terrain.

## Biographie

### En club
Le 17 février 2011, il est prêté pour un mois à Portsmouth, un autre club de Championship, mais le prêt est ultérieurement prolongé jusqu'à la fin de la saison.
Libéré par Swansea City en janvier 2012, il signe un contrat de six mois avec Barnsley. Le 27 juin 2012, le milieu gallois signe un contrat de deux ans en faveur des Doncaster Rovers, le transfert prenant effet le 1er juillet suivant.
Le 24 juin 2014, Cotterill signe un contrat de deux ans avec Birmingham City.

### En sélection
Après plusieurs matchs joués en équipe du pays de Galles espoirs, Cotterill honore sa première sélection en A contre l'Azerbaïdjan en octobre 2005.

### But international
| #  | Date         | Lieu                                      | Adversaire | Score | Compétition  |
| -- | ------------ | ----------------------------------------- | ---------- | ----- | ------------ |
| 1. | 11 août 2010 | Parc y Scarlets, Llanelli, Pays de Galles | Luxembourg | 1-0   | Match amical |

## Palmarès

### En club
- Doncaster Rovers
  - Champion d'Angleterre de troisième division en 2013.

### Distinction personnelle
- Membre de l'équipe-type de Championnat d'Angleterre de troisième division en 2013.